# إدوارد كورتيس سميث
إدوارد كورتيس سميث (بالإنجليزية: Edward Curtis Smith)‏ هو محامي وشخصية أعمال وسياسي أمريكي، ولد في 5 يناير 1854 في سانت ألبانز في الولايات المتحدة، وتوفي بنفس المكان في 6 أبريل 1935. نشط حزبياً في الحزب الجمهوري. وقد انتخب عضو مجلس نواب فيرمونت وانتخب حاكم فيرمونت ‏ (6 أكتوبر 1898 – 4 أكتوبر 1900).